# Kurt Burkhardt (SS-Mitglied)
Kurt Burkhardt (* 24. Juni 1912 in Erfurt; † 14. Juni 1942 bei Kojdanow) war ein deutscher SS-Obersturmführer. Er war Leiter des Referats IV B beim Kommandeur der Sicherheitspolizei und des SD (KdS) in Minsk.

## Leben
Kurt Burkhardt, Sohn eines Kaufmanns, begann nach dem Abitur 1933 erst eine kaufmännische Lehre. Am 1. November 1930 trat er der Hitlerjugend bei. Im Oktober 1934 trat er aus der evangelischen Kirche aus „weltanschaulichen Gründen“ aus. Im Jahre 1935 wurde er mit dem Goldenen HJ-Abzeichen ausgezeichnet. 1935 trat er der SS bei und war als Kriminalassistentenanwärter für die Gestapo tätig. Zum 1. Februar 1936 schloss er sich auch der NSDAP an (Mitgliedsnummer 3.708.064). Ende 1939 war er Kommandeur des I. Bataillons der 11. Verstärkte SS-Totenkopfstandarte. Nach dem Überfall der Sowjetunion im Juni 1941 war er Chef der Abteilung Gestapo des Sonderkommandos 1a in Litauen. Ab März 1942 war er – nach der Umwandlung des Sonderkommandos 1a in die KdS-Dienststelle Minsk – Leiter des Referats IV B (Juden und Polen) beim Kommandeur der KdS in Minsk. Am 14. Juni 1942 wurde er von sowjetischen Partisanen bei Kojdanow getötet.
Er war persönlich an Erschießungen im Minsker Ghetto beteiligt und stellte Anfang 1942 fest, dass die klimatischen Bedingungen „Liquidierungsaktionen größeren Umfangs […] bei der derzeitigen Wetterlage nicht durchführ[bar machen], da der tiefgefrorene Boden das Ausheben der Massengräber nicht zulässt.“ Gauleiter Kube befahl die Fortführung der Liquidierungen.